# Čang Wej-li
Čang Wej-li (čínsky pchin-jinem Zhāng Wěilì, znaky zjednodušené 张伟丽; * 13. srpna 1989 Che-pej, Čína) je čínská bojovnice smíšených bojových umění (MMA).
V profesionálním MMA debutovala v roce 2013. V prvním zápase prohrála po dvou kolech na body, ale poté dokázala nasbírat 16 výher v řadě a dostala se do nejprestižnější MMA organizace světa -UFC.
Po třech výhrách v řadě, nad Daniele Taylor, Jessice Aguilar a Tecii Torres, si vysloužila boj o titul.
31. srpna 2019, na domácí půdě, za 42 vteřin porazila Brazilku Jessicu Andrade a stala se první čínskou šampionkou organizace Ultimate Fighting Championship (UFC).
8. března 2020, obhájila titul, když po pěti kolech dokázala porazit bývalou šampionku Joannu Jedrzejczyk. Tento zápas byl vyhodnocen jako zápas večera.